# バルバラ・プラヴィ
バルバラ・プラヴィ（フランス語：Barbara Pravi、出生名：Barbara Piévic、1993年4月10日生まれ）は、フランス出身のシンガー・ソングライター、女優。ジュニア・ユーロビジョン・ソング・コンテスト2020で優勝したヴァレンティナの「J'imagine」を作曲したほか、自身もユーロビジョン・ソング・コンテスト2021にフランス代表として出場している。

## 来歴
1993年4月10日にパリで生まれた。家族は主に芸術家や音楽家で構成されている。父方の祖父はセルビア人で、母方の祖父はイラン人の画家ホセイン・ゼンデルーディ。出生名はBarbara Piévic(セルビア語キリル・アルファベット: Барбара Пјевић)。芸名は、セルビア人の祖父へのオマージュとして、セルビア語のpravi (セルビア語キリル・アルファベット: прави)からとった。

### 2014年～2018年: キャリア初期
2014年、フランス人ミュージシャンのジュール・ジャコネリ（Jules Jaconelli）と出会ったことをきっかけに音楽活動を開始。翌年、Capitol Music Franceと契約を結ぶ。
プロのレコーディングキャリアを開始したプラヴィは、スイス映画『ハイジ』のフランス版サウンドトラックに出演。その後、2016年11月のミュージカルショー『Un été 44』にソランジュ・デュアメル役で出演し、ジャン＝ジャック・ゴールドマン、シャルル・アズナブール、マキシム・ル・フォレスティエが作曲した曲を披露した。
2017年、初の公式シングル「Pas grandir」をリリース。
また、2017年にプラヴィはテレビ映画『La Sainte famille』に出演し、その後2019年12月にフランス2で放送された。2017年から2018年まで、プラヴィはフランスの歌手フロラン・パニーをサポートする「55ツアー」に出演した。
2018年に初のEPを発表。同年末、プラヴィは初期のリリースで主流だったポップミュージックではなく、より伝統的なフランスのシャンソンスタイルを採用することで、自分の音楽スタイルを変えることを決めた。
プラヴィは自身の曲を作詞・作曲するとともに、ヤニック・ノア、 ジュリー・ゼナッティ、 シメーヌ・バディ、 ジェイデン・スミス、ルアンヌやフローラン・パニーらに曲を書き下ろした。

### 2019年～現在: ユーロビジョンでの成功
2019年、プラヴィはフランスのティーン・シンガーであるカルラのために、フランスのミュージシャンであるIgitとともに「Bim bam toi」という曲を作ったことで、初めてユーロビジョン・ソング・コンテストと関わりを持った。
この曲は、グリヴィツェで開催されたジュニア・ユーロビジョン・ソング・コンテスト2019にフランス代表として参加し、5位に入賞した。「Bim bam toi」の成功を受けて、プラヴィはその後、2020年2月に2作目のEP「Reviens pour l'hiver」をリリースした。
2020年、プラヴィとIgitは、ジュニア・ユーロビジョン・ソング・コンテストフランス代表のために「J'imagine」を書き下ろした。「J'imagine」はこのコンテストで優勝。ジュニア・ユーロビジョンでフランス代表が優勝するのは、これが初めてのことだった 。
2020年末、プラヴィがユーロビジョン・ソング・コンテストのフランス予選大会である「Eurovision France, c'est vous qui décidez!」に出場することが発表された。2021年1月30日に開催された決勝戦では、Igitとともに自身が作曲した「Voilà」という曲で出場。プラヴィは204点を獲得して優勝し、2021年にロッテルダムで開催されるユーロビジョン・ソング・コンテスト2021にフランス代表として出場することが決定した。

## 私生活
家庭内暴力を受けたことがあり、女性に対する暴力をなくす活動に積極的に取り組んでいる。女性の権利に関わる活動を促進するための音楽活動にも頻繁に参加。
また、TEDxを通じてEmlyon Business Schoolに招かれ、自身のキャリアや自信の持ち方について語った。
プラヴィは、音楽的に影響を受けたアーティストとして、バルバラ、ジャック・ブレル、ジョルジュ・ブラッサンス、フランソワーズ・アルディ、ルイ・アラゴンを挙げている。

## ディスコグラフィ

### EP
| 題名                 | 詳細                                                                                                   |
| -------------------- | --- |
| Barbara Pravi        | - リリース日: 2018年6月15日 - レーベル: Capitol Music France - 形式: 音楽配信, CD, ストリーミング      |
| Reviens pour l'hiver | - リリース日: 2020年2月7日 - レーベル: Capitol Music France - 形式: 音楽配信, CD, ストリーミング       |
| Les prières          | - リリース日: 2021年3月8日 - レーベル: Capitol Music France - 形式: 音楽配信, レコード, ストリーミング |

### シングル
| "On m'appelle Heidi"                                                          | 2016 | —   | Heidi                |
| "Pas grandir"                                                                 | 2017 | —   | Barbara Pravi        |
| "You Are the Reason (French Duet Version)" (en:Calum Scott and Barbara Pravi) | 2018 | —   | Barbara Pravi        |
| "Le Malamour"                                                                 | 2019 | —   | EP未収               |
| "Reviens pour l'hiver"                                                        | 2020 | —   | Reviens pour l'hiver |
| "Chair"                                                                       | 2020 | —   | EP未収               |
| "Voilà"                                                                       | 2020 | 154 | EP未収               |
| "—"は、チャートインしなかった楽曲。                                           |      |     |                      |

## 参照
1. 1 2  “Eurovision-fr.net – Informations -Eurovision FRANCE 2021 : Entrevue exclusive avec Barbara Pravi”. Eurovision-fr.net. 2021年1月30日時点のオリジナルよりアーカイブ。2021年1月16日閲覧。
2. ↑  France: Barbara Pravi to fly the flag in Rotterdam singing "Voila" - Eurofans Radio
3. ↑  “Eurovision France 2021, c’est vous qui décidez : Barbara Pravi – Voilà” (French). En Route: Eurovision (2021年1月18日). 2021年1月30日時点のオリジナルよりアーカイブ。2021年1月30日閲覧。
4. ↑  BNF 450757102。
5. ↑   (フランス語) Télématin On encadre – Barbara Pavi,  オリジナルの27 January 2021時点におけるアーカイブ。 2021年1月18日閲覧。
6. ↑  “"Pas grandir" : Barbara Pravi fait le grand saut avec un titre pétillant et féministe”. chartsinfrance.net. 2021年1月28日時点のオリジナルよりアーカイブ。2021年1月19日閲覧。
7. ↑  “BARBARA PRAVI” (フランス語). Animae. 2021年1月28日時点のオリジナルよりアーカイブ。2021年1月19日閲覧。
8. ↑  “Un dernier verre avec Barbara Pravi” (フランス語). LEFIGARO. 2020年11月9日時点のオリジナルよりアーカイブ。2021年1月13日閲覧。
9. ↑  Février 2020, 6 (2020年2月6日). “Barbara Pravi en interview : "J’ai compris que j’avais besoin d’amour, de personnes bienveillantes"” (フランス語). aficia.. 2020年3月6日時点のオリジナルよりアーカイブ。2021年1月13日閲覧。
10. ↑  “Eurovision : Barbara Pravi impressionne avec "Voilà", une chanson bouleversante”. chartsinfrance.net. 2020年12月12日時点のオリジナルよりアーカイブ。2021年1月19日閲覧。
11. ↑  Décembre 2020, 16 (2020年12月16日). “Julie Zenatti bientôt de retour dans les bacs” (フランス語). aficia.. 2021年1月28日時点のオリジナルよりアーカイブ。2021年1月19日閲覧。
12. ↑   (フランス語) Eurovision France BARBARA PRAVI, 27 ans – « Voilà »,  オリジナルの9 December 2020時点におけるアーカイブ。 2021年1月19日閲覧。
13. ↑  “BARBARA PRAVI” (フランス語). Animae. 2021年1月28日時点のオリジナルよりアーカイブ。2021年1月19日閲覧。
14. ↑  “Eurovision: Barbara Pravi, une néo-Piaf pour représenter la France” (フランス語). LA VDN (2021年1月31日). 2021年2月11日閲覧。
15. ↑  Herbert, Emily (2019年10月11日). “France: Carla to Junior Eurovision 2019”. Eurovoix. 2019年10月11日時点のオリジナルよりアーカイブ。2021年1月30日閲覧。
16. ↑  “Carla – France – Gliwice-Silesia 2019” (英語). junioreurovision.tv. 2021年1月10日時点のオリジナルよりアーカイブ。2021年1月13日閲覧。
17. ↑  “Barbara Pravi” (フランス語). France Bleu. 2020年6月15日時点のオリジナルよりアーカイブ。2021年1月13日閲覧。
18. ↑  KHENG, Vincent (2020年2月7日). “" Reviens pour l’hiver ", le nouvel EP de Barbara Pravi” (フランス語). Just Music. 2021年1月16日時点のオリジナルよりアーカイブ。2021年1月13日閲覧。
19. ↑  “Valentina – France – Poland 2020” (英語). junioreurovision.tv. 2020年12月12日時点のオリジナルよりアーカイブ。2021年1月13日閲覧。
20. ↑  “Cocorico ! Grâce à Valentina, la France remporte l'Eurovision Junior 2020” (フランス語). www.20minutes.fr. 2020年12月13日時点のオリジナルよりアーカイブ。2021年1月13日閲覧。
21. ↑  “France has started their new selection process for Eurovision 2021” (英語). Eurovision.tv (2020年12月9日). 2020年12月9日時点のオリジナルよりアーカイブ。2021年1月13日閲覧。
22. ↑  Média, Prisma. “Eurovision France : qui est Barbara Pravi, la favorite des fans du concours ? - Voici” (フランス語). Voici.fr. 2021年1月29日時点のオリジナルよりアーカイブ。2021年1月30日閲覧。
23. ↑  France decided: Barbara Pravi to Eurovision 2021! - European Broadcasting Union
24. ↑  Kelly, Emma (2021年2月11日). “Eurovision 2021: Who is competing in the Song Contest this year?”. Metro 2021年2月20日閲覧。
25. ↑  “TARATATA N°523” (フランス語). mytaratata.com. 2020年8月6日時点のオリジナルよりアーカイブ。2021年1月13日閲覧。
26. ↑  “L'hymne féministe du MLF, "Debout les femmes", repris par 39 musiciennes” (フランス語). L'Obs. 2020年11月28日時点のオリジナルよりアーカイブ。2021年1月13日閲覧。
27. ↑  “Barbara Pravi, la chanteuse qui ne voulait pas être une lolita” (フランス語). RTL.fr. 2021年1月13日閲覧。
28. ↑  “Barbara Pravi dévoile une chanson puissante et féministe pour la Journée pour les droits des femmes” (フランス語). BFMTV. 2021年1月8日時点のオリジナルよりアーカイブ。2021年1月13日閲覧。
29. ↑  “[Itw: Barbara Pravi " Chair est ma vérité "]” (フランス語). PhenixWebZine (2020年3月23日). 2020年10月29日時点のオリジナルよりアーカイブ。2021年1月13日閲覧。
30. ↑   (英語) Pervers narcissique (Avec la participation de Barbara Pravi),  オリジナルの30 January 2021時点におけるアーカイブ。 2021年1月19日閲覧。
31. ↑  Mars 2020, 8 (2020年3月8日). “Barbara Pravi en interview : "C’est à nous de faire en sorte que le 8 mars soit tous les jours"” (フランス語). aficia.. 2020年11月28日時点のオリジナルよりアーカイブ。2021年1月13日閲覧。
32. ↑  “Interview Barbara PRAVI : " je rêve de faire une voix Disney "” (フランス語). Mamusicale (2017年11月7日). 2020年8月15日時点のオリジナルよりアーカイブ。2021年1月13日閲覧。
33. ↑  “Discographie Barbara Pravi”.   French Charts Portal. Hung Medien. 2021年1月30日時点のオリジナルよりアーカイブ。2021年1月30日閲覧。